# Scott megye (Arkansas)
Scott megye az Amerikai Egyesült Államokban, azon belül Arkansas államban található. Megyeszékhelye és legnagyobb városa Waldron. Lakosainak száma 9836 fő (2020. április 1.). Scott megye Logan, Polk, Le Flore, Yell, Montgomery és Sebastian megyékkel határos.

## Népesség
A megye népességének változása:
| Lakosok száma | 11 266 | 11 236 | 11 008 | 10 950 | 10 513 | 9836 |
|               | 2010   | 2011   | 2012   | 2013   | 2015   | 2020 |